# Bernard Malamud
Bernard Malamud (Nueva York, 26 de abril de 1914-íd., 18 de marzo de 1986) fue un escritor estadounidense, considerado uno de los principales exponentes de la literatura judía de Norteamérica. Autor de siete novelas, entre las que destacan El mejor (1952), El dependiente (1957) y El reparador (1966, Premio Pulitzer). Sus cuentos fueron recopilados en El barril mágico (1958), Idiotas primero (1963), Imágenes de Fidelman (1969) y El sombrero de Rembrandt (1973).

## Biografía
Bernard Malamud nació el 26 de abril de 1914 en el barrio neoyorquino de Brooklyn. Sus padres, Mendel (Max) Malamud y Brucha (Bertha), de soltera Fidelman, eran un matrimonio de inmigrantes judíos huidos de la Rusia zarista, descritos por el propio autor como "dulces, honestos y amables". El padre regentó una tienda de ultramarinos en Brooklyn, en el número 1111 de Gravesend Avenue, desde 1924 hasta su muerte en 1954. Su madre padecía una enfermedad mental y falleció en un hospital psiquiátrico en 1929, cuando el futuro novelista tenía sólo quince años. Al único hermano de Bernard, Eugene, nacido en 1917, se le diagnosticó tempranamente esquizofrenia y tuvo que pasar hospitalizado gran parte de su vida adulta. En el medio familiar en que se crio el futuro escritor no había un especial interés por las manifestaciones artísticas, pese a lo cual Bernard se aficionó pronto a la lectura. Asistía también con frecuencia a representaciones teatrales en yidis.
Malamud estudió en la escuela secundaria Erasmus Hall de Brooklyn entre 1928 y 1932. Durante su época de estudiante de secundaria en Brooklyn se hizo muy aficionado al cine (especialmente a las comedias de Charlie Chaplin) y solía contarles los argumentos de las películas a sus compañeros de clase. Se graduó como bachelor en el City College de Nueva York en 1936.
Trabajó durante un año por cuatro dólares con cincuenta centavos al día como profesor en prácticas, antes de conseguir un préstamo del gobierno para continuar sus estudios universitarios, lo que le permitió obtener el título de master en la Universidad de Columbia en 1942. Poco después comenzó a publicar en revistas sus primeros relatos breves. Aunque su aspiración era ser profesor de inglés, las circunstancias hicieron que terminara empleado en la Oficina del Censo, en Washington D. C. En 1945 se casó con Ann de Chiara, con quien tendría un hijo, Paul, en 1947, y una hija, Janna, en 1952.
En 1949, Malamud consiguió trabajo como profesor en la Universidad Estatal de Oregón, experiencia que más tarde llevaría a la ficción en su novela Una nueva vida (1961). Dejó este puesto en 1961 para enseñar escritura creativa en Bennington College, en Vermont.

## Obra literaria

### Relatos breves
Malamud se inició como escritor de relatos breves en 1941. En 1943 publicó sus primeros cuentos en revistas: "Benefit Performance" en Threshold, y "The Place Is Different Now" en American Preface. 
A comienzos de la década siguiente, varios relatos suyos aparecieron en prestigiosas publicaciones, como Harper's Bazaar, Partisan Review y Commentary. 
La mayor parte de los relatos breves de la primera recopilación publicada por Malamud, El barril mágico (1958), se centra en la búsqueda de esperanza y de sentido en ambientes sórdidos, marcados por la pobreza. Como declaró en una ocasión al diario New York Times: "Se ha dicho que escribo siempre acerca de la miseria, pero uno escribe acerca de lo que escribe mejor". La historia que da título al libro El barril mágico muestra la extraña relación entre Leo Finkle, un estudiante rabínico que busca esposa, y Pinye Salzman, un pintoresco casamentero. Otros conocidos relatos de Malamud son The Last Mohican, Angel Levine, Idiots First, y The Mourners, un cuento que opone las figuras de Kessler, un anciano insolente que necesita "seguridad social", y Gruber, su agresivo casero, que desea dejar de tener a Kessler como inquilino.

### Novelas
A lo largo de su carrera literaria, Malamud publicó siete novelas. Ya en 1948, a los 34 años, había escrito la primera, aunque decidió quemarla. La primera que publicó, en 1952, fue El mejor (The Natural). Narra la vida de Roy Hobbs, un desconocido jugador de béisbol de mediana edad que se convierte en una estrella gracias a su gran talento. Malamud utiliza el mundo del béisbol para explorar el tema del "sueño americano". En El mejor hay una estructura mítica subyacente, que ha llevado a los críticos a interpretarla en relación con la leyenda artúrica del Santo Grial. Como luego será frecuente en sus otras novelas, Malamud presenta en El mejor a un protagonista sufriente que lucha por resolver sus dilemas morales. 
La novela fue llevada al cine en 1984: según los críticos, la película, El mejor, protagonizada por Robert Redford, Glenn Close, Kim Basinger y Robert Duvall, y dirigida por Barry Levinson, no estuvo a la altura de la obra de Malamud.
Su segunda novela, El dependiente (1957), ambientada en Nueva York, tiene un importante componente autobiográfico. Su protagonista, Morris Bober, inmigrante judío que regenta una tienda de ultramarinos en Brooklyn, está basado en el padre del autor, que también era tendero.
En 1961 apareció Una nueva vida, la más autobiográfica de sus novelas, aunque también la menos vinculada al tema judío. La obra narra las dificultades de un neoyorquino, Seymour Levin, para adaptarse a la vida en un ficticio estado del Oeste de los Estados Unidos, Cascadia (en el que puede reconocerse sin dificultad un trasunto de Oregón), a donde llega, como el propio Malamud, para trabajar como profesor universitario.
El reparador (The Fixer), también traducida al español con el título de El hombre de Kiev, fue galardonada en 1967 con el National Book Award y el Premio Pulitzer de ficción. Explora el tema del antisemitismo novelando una historia real: el libelo de sangre del que fue víctima en la Rusia zarista el judío Menahem Mendel Beilis, injustamente acusado de asesinar ritualmente a un niño cristiano en la ciudad de Kiev. Para algunos críticos, la novela puede ser leída como una alegoría del Holocausto. El reparador fue adaptada al cine por el guionista Dalton Trumbo. El filme, dirigido por John Frankenheimer y estrenado en 1968, se tituló en español El hombre de Kiev, aunque el título original en inglés era el mismo que el de la novela.
Posteriormente, Malamud publicó otras novelas, como Los inquilinos (1971), Las vidas de Dubin (1979) y La gracia de Dios (1982).

## Influencias
Entre los autores que más le influyeron, Malamud citó especialmente a algunos escritores del siglo XIX: norteamericanos, como Nathaniel Hawthorne y Henry James, y rusos, como Fiódor Dostoyevski y Antón Chéjov.
Su obra se ha relacionado con la de otros muchos autores judíos estadounidenses, tanto mayores que él, como Abraham Cahan, Anzia Yezierska, Isaac Bashevis Singer y Henry Roth, como más jóvenes  (Saul Bellow y Philip Roth). Según opinión generalizada, Philip Roth se inspiró en Malamud para crear a su personaje E.I. Lonoff, mentor de su personaje y alter ego Nathan Zuckerman, rindiendo así homenaje a uno de los maestros de la narrativa judía estadounidense, aunque el modelo del personaje podría también haber sido Henry Roth, o Isaac Bashevis Singer.

## Obras traducidas al español

### Libros de cuentos
La obra cuentística completa de Malamud se publicó en español en Cuentos reunidos (El Alep, Barcelona, 2011; trad: Damià Alou). Otras ediciones de antologías o de sus libros separados son:
- El barril mágico (The Magic Barrel, 1958). Seix Barral, 1962.
- Idiotas primero (Idiots First, 1963). Seix Barral, 1969.
- Retratos de Fidelman (Pictures of Fidelman, 1969). Lumen, 1981.
- El sombrero de Rembrandt (Rembrandt's Hat, 1973). Destino, 1979. ISBN 978-84-233-0998-6.
- Cuentos (The Stories of Bernard Malamud, 1983). Plaza & Janés, 1987. ISBN 978-84-01-38120-1

### Novelas
- El mejor (The Natural, 1952). Plaza & Janés, 1984. ISBN 978-84-01-32107-8.
- El dependiente (The Assistant, 1957). Traducción: Vida Ozores. Seix Barral, 1984. ISBN 978-84-322-0425-8. Reeditado (con la misma traducción) en El Aleph Editores, 2007. ISBN 978-84-7669-802-0.
- Una nueva vida (A New Life, 1961). Lumen, 1966.
- El reparador. También traducida como El hombre de Kiev (The Fixer, 1966). Sexto Piso, 2007. ISBN 978-84-96867-11-6.
- Los inquilinos (The Tenants, 1971). Destino, 1975. ISBN 978-84-233-0889-7.
- Las vidas de Dubin (Dubin's Lives, 1979).
  - Traducción: J. Fernández. Plaza & Janés, 1981. ISBN 978-84-01-38003-7.
  - Traducción: Pepa Linares; prólogo Rodrigo Fresán. Sajalín Editores, 2011. ISBN 978-84-937413-5-8
- La gracia de Dios (God's Grace, 1982). Plaza & Janés, 1984. ISBN 978-84-01-38029-7.